# بو مارتين
بو مارتين هي ممثلة بولندية، ولدت في 27 سبتمبر 1991 في اشوينواويشتشه في بولندا.

## وصلات خارجية
- بو مارتين على موقع IMDb (الإنجليزية)
- بو مارتين على موقع قاعدة بيانات الفيلم (الإنجليزية)